# Tata Open India International Challenge
Die Tata Open India International Challenge ist eine offene internationale Meisterschaft von Indien im Badminton. Die ersten bei den Editionen wurden als nationales Turnier ausgetragen, danach für das Turnier für Sportler aus aller Welt geöffnet. Das Turnier ist nicht zu verwechseln mit den India International.

## Sieger
| Saison    | Herreneinzel         | Dameneinzel              | Herrendoppel                              | Damendoppel                              | Mixed                                       |
| --------- | -------------------- | ------------------------ | ----------------------------------------- | ---------------------------------------- | ------------------------------------------- |
| 2008      | Arvind Bhat          | B. R. Meenakshi          | Rupesh Kumar Sanave Thomas                | Jwala Gutta Shruti Kurien                | Valiyaveetil Diju Jwala Gutta               |
| 2009      | Chetan Anand         | Sayali Gokhale           | Rupesh Kumar Sanave Thomas                | Aparna Balan Shruti Kurien               | Arun Vishnu Aparna Balan                    |
| 2010      | Alamsyah Yunus       | P. C. Thulasi            | Joko Riyadi Yoga Ukikasah                 | Savitree Amitrapai Nessara Somsri        | Patipat Chalardchaleam Savitree Amitrapai   |
| 2011      | Alamsyah Yunus       | P. V. Sindhu             | Pranav Chopra Akshay Dewalkar             | Della Destiara Haris Suci Rizky Andini   | Fran Kurniawan Shendy Puspa Irawati         |
| 2012      | R. M. V. Gurusaidutt | P. C. Thulasi            | Ko Sung-hyun Lee Yong-dae                 | Lee So-hee Shin Seung-chan               | Irfan Fadhilah Weni Anggraini               |
| 2013      | Sourabh Varma        | Febby Angguni            | Manu Attri B. Sumeeth Reddy               | Pradnya Gadre Siki Reddy                 | Akshay Dewalkar Pradnya Gadre               |
| 2014      | H. S. Prannoy        | Ruthvika Shivani         | Manu Attri B. Sumeeth Reddy               | Aparna Balan Prajakta Sawant             | Manu Attri Siki Reddy                       |
| 2015      | Sameer Verma         | Pornpawee Chochuwong     | Wannawat Ampunsuwan Tinn Isriyanet        | Chayanit Chaladchalam Phataimas Muenwong | Satwiksairaj Rankireddy Maneesha Kukkapalli |
| 2016      | Enzi Shafira         | Sonia Cheah Su Ya        | Satwiksairaj Rankireddy Chirag Shetty     | Mychelle Bandaso Serena Kani             | Fachriza Abimanyu Bunga Fitriani Romadhini  |
| 2017      | Sitthikom Thammasin  | Ruthvika Shivani         | Maneepong Jongjit Nanthakarn Yordphaisong | Ng Tsz Yau Yeung Nga Ting                | Mak Hee Chun Yeung Nga Ting                 |
| 2018      | Lakshya Sen          | Ashmita Chaliha          | M. R. Arjun B. Sumeeth Reddy              | Ng Wing Yung Yeung Nga Ting              | Nipitphon Puangpuapech Savitree Amitrapai   |
| 2019      | Sheng Xiaodong       | Porntip Buranaprasertsuk | Manu Attri B. Sumeeth Reddy               | Pearly Tan Thinaah Muralitharan          | Hoo Pang Ron Cheah Yee See                  |
| 2020 2024 | nicht ausgetragen    | nicht ausgetragen        | nicht ausgetragen                         | nicht ausgetragen                        | nicht ausgetragen                           |